# Michael K. Moe
Michael K. Moe (* 17. November 1937 in Milwaukee) ist ein US-amerikanischer experimenteller Teilchen- und Kernphysiker.
Moe studierte an der Stanford University mit dem Bachelor-Abschluss 1959 und wurde 1965 an der Case Western Reserve University bei Frederick Reines in Physik promoviert. Als Post-Doktorand forschte er über Kosmische Strahlung am Caltech. Ab 1966 war er an der University of California, Irvine, wo er 1968 Assistant Professor wurde, 1973 Associate Professor und 1980 Professor. 1997 emeritierte er, blieb aber wissenschaftlich aktiv.
Moe ist bekannt für die direkte Entdeckung des Doppelten Betazerfalls 1987 in Selen 82. Er hatte (nachdem ihn ein Preprint von C. S. Wu für das Thema interessierte) zunächst mit Blasenkammern danach gesucht und entwickelte schließlich speziell dafür eine Time Projection Chamber. Seine Gruppe beobachtete den seltenen Zerfall dann auch in Ca 48, Mo 100, Nd 150. Er war auch an der Suche nach dem neutrinolosen Doppelten Betazerfall beteiligt, worüber er 1991 einen Vorschlag unterbreitete und den er in der EXO Kollaboration verfolgte (geleitet von Giorgio Gratta in Stanford).
Für 2013 erhielt er den Tom-W.-Bonner-Preis für Kernphysik.